# David Rouiller
David Rouiller, né en 1972 (originaire de Dorénaz), est un militant politique suisse. 
Combattant au service du Parti des travailleurs du Kurdistan de 2001 à 2012, il est fondateur en 2017 de la section vaudoise du mouvement d'extrême droite Résistance helvétique et porte-parole du mouvement jusqu'en 2019.

## Biographie
David Rouiller naît en 1972. Originaire de Dorénaz, dans le canton du Valais, il est le fils de l'ancien juge au Tribunal fédéral Claude Rouiller. Sa mère se prénomme Ursula. Il a un frère cadet, Nicolas.
Il passe sa scolarité entre Saint-Maurice, dans le canton du Valais, et Pully, dans le canton de Vaud, puis fait des études de Lettres à l'Université de Lausanne.
Après avoir milité à l'extrême droite (il collabore à une publication nationaliste, Croix et Bannière, à l'âge de 16 ans, fréquente Écône puis le mouvement Troisième Voie), il flirte avec l'autre extrême (cause palestinienne, tiers-mondisme et Nouvelles Brigades rouges),,.
Il découvre la cause kurde à la fin des années 1990. En 2001, il s'engage comme combattant au sein du Parti des travailleurs du Kurdistan (PKK). Il y acquiert un nom de guerre, « Tolhildan » (vengeance en kurde). Un documentaire, intitulé David le Tolhildan (en), sort en 2006 à son sujet,,. Il assume rapidement des charges de commandement militaire. Lassé notamment selon ses propres dires du « féminisme fanatique au sein du PKK », il finit par revenir en Suisse en 2012, où il est condamné à une peine de prison avec sursis pour service dans une armée étrangère.
Candidat du Parti nationaliste suisse au Conseil national en 2015,, il fonde la section vaudoise du mouvement d'extrême droite Résistance helvétique au début 2017 et en est le porte-parole jusqu'en 2019,,. Le mouvement compterait une quarantaine de membres actifs en 2020 et loue un local à Aigle de mai 2018 à octobre 2020.

## Documentaire
- Mano Khalil, David le Tohildan, novembre 2006, 54 min[14],[15].